# Augia
Augia (in greco antico: Αὐγείας?, Augèiās) è una figura della mitologia greca. Era un re dell'Elide.
È conosciuto soprattutto per le sue stalle, protagoniste di una delle fatiche di Eracle.

## Genealogia
Igino lo indica come uno degli Argonauti e figlio di Elio e di Nausidame mentre Pausania lo indica come figlio di un re d'Elide di nome Eleo e di Nausidame. Apollodoro lo indica figlio di Poseidone o figlio di Forbante e Irmine 
 e fratello di Astidamia.
Non sono pervenuti i nomi della moglie o delle  ma tra i suoi figli ci furono Agastene, Fileo ed Eurito, e tra le figlie la maga Agamede ed Epicasta, rapita da Eracle..

## Mitologia
Augia aveva ereditato moltissimo bestiame che, grazie all'origine divina, era immune dalle malattie e cresceva indefinitamente. 

Augia non puliva mai le stalle e le scuderie, tanto che il letame che continuava ad accumularsi creava seri problemi nei dintorni e il cielo era oscurato dagli sciami di mosche attirate dalla sporcizia.
La quinta impresa delle fatiche di Ercole consistette nella pulizia delle stalle in un solo giorno, su ordine di Euristeo così Ercole disse al re Augia che avrebbe ripulito lo sterco dalle sue enormi stalle prima del calar del sole e in cambio gli chiese un decimo di tutto il suo bestiame. 

Il re incredulo accettò la scommessa e i due giurarono sul loro accordo. Ercole aprì due brecce nei muri delle stalle e deviò il corso dei vicini fiumi Alfeo e Peneo e le acque impetuose invasero le enormi stalle e i cortili spazzando via lo sterco fino alle valli del pascolo.

Così Eracle compì la sua quinta fatica ripulendo l'intera terra dell'Elide senza nemmeno fare fatica.
Terminato il lavoro Ercole chiese al re Augia la ricompensa promessa, ma questi rifiutò dicendo che non era stato Eracle a ripulire le stalle bensì i fiumi e sostenendo di essere stato da lui ingannato. Ercole chiese che la controversia fosse sottoposta a giudizio che però fu a suo svantaggio e venne scacciato dall'Elide. Infine Euristeo non considerò valida la fatica poiché Ercole ne avrebbe ricevuto un compenso.
Secondo un'altra versione, la lite che seguì alla mancata ricompensa per il lavoro svolto portò a una guerra dove Ercole vinse e Augia fu ucciso.
Augia fu, fra le altre cose, anche il committente della costruzione di un tesoro: l'incarico fu affidato all'eroe Trofonio, già responsabile della costruzione dei templi di Apollo a Delfi, di un tempio di Posidone a Mantinea, del talamo di Alcmena a Tebe, di un tempio di Apollo a Pagasai e del tesoro di Hyrieus.